# Polyosma brachystachys
Polyosma brachystachys är en tvåhjärtbladig växtart som beskrevs av Schlechter. Polyosma brachystachys ingår i släktet Polyosma och familjen Escalloniaceae. Inga underarter finns listade i Catalogue of Life.